# Всеволод Ярославич (князь луцький)
Всеволод Ярославич († після 1209) — князь луцький (1183) і дорогобузький (1180—1186?). Походив з волинської гілки Мономаховичів. Син Ярослава II Ізяславича, внука Мстислава Великого.
Намагався захопити старшинство на Волині у своїх родичів. Після 1186 р., ймовірно був вигнаний з Волині. У 1209 р. перебував при чернігівському дворі, тоді ворожому до волинських князів.
У 1166 одружився з Малфрідою, дочкою турівського князя Юрія Ярославича.